# دولنی لهوتا (ناحیه زلین)
دولنی لهوتا (ناحیه زلین) (به چکی: Dolní Lhota) یک منطقهٔ مسکونی در جمهوری چک است که در ناحیه زلین واقع شده‌است. دولنی لهوتا ۵ کیلومتر مربع مساحت و ۶۰۶ نفر جمعیت دارد و ۲۹۹ متر بالاتر از سطح دریا واقع شده‌است.